# Pirellitoren
De Pirellitoren (Italiaans: Grattacielo Pirelli) is een 127 meter hoge wolkenkrabber in de Italiaanse stad Milaan. De bouw werd uitgevoerd door de architect Giò Ponti en ingenieur Pier Luigi Nervi. Het gebouw diende oorspronkelijk als hoofdkantoor voor de bandenfabrikant Pirelli. Tegenwoordig wordt het gebruikt als bestuurskantoor voor de regio Lombardije.
Op 18 april 2002 vloog een klein sportvliegtuig tegen de gevel van de toren. Hierbij vielen drie doden en zestig gewonden.